# Micrambe umbripennis
Micrambe umbripennis is een keversoort uit de familie harige schimmelkevers (Cryptophagidae). De wetenschappelijke naam van de soort werd in 1906 gepubliceerd door Edmund Reitter.